# Fêtes et jours fériés en Corée du Sud

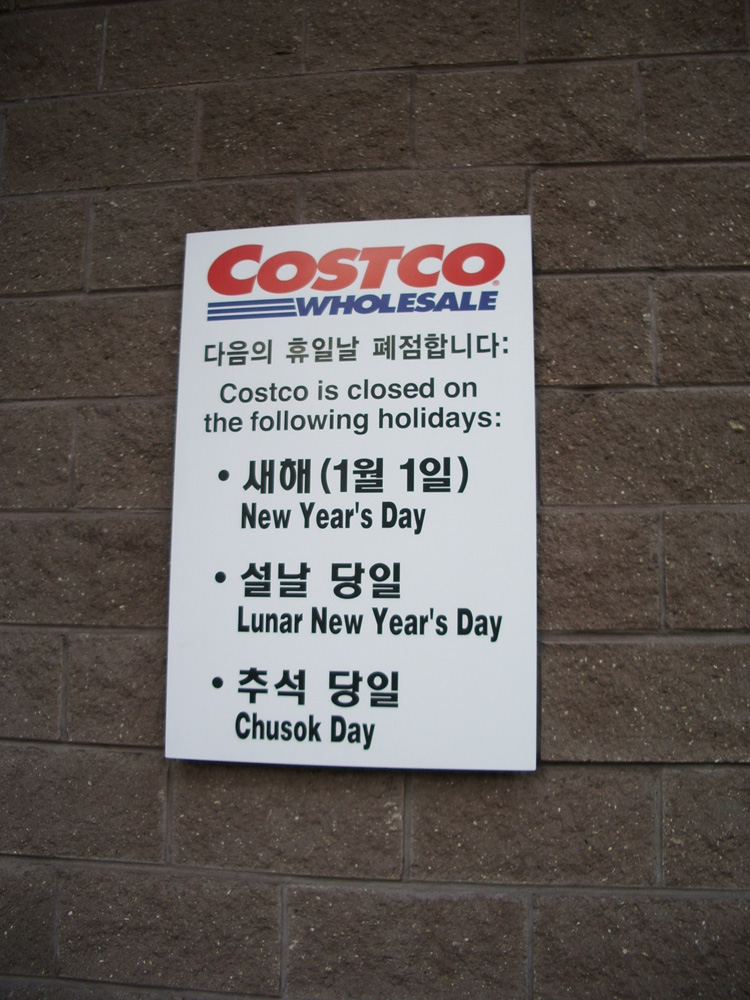
Jour de fermeture des magasins Costco® les jours fériés

Les fêtes et jours fériés en Corée du Sud sont regroupés en trois catégories :
- Les fêtes nationales (coréen : 국경일 ; hanja : 國慶日)
- Les jours de lever du drapeau national (coréen : 국기게양일 ; hanja : 國旗揭揚日)
- Les jours fériés (coréen : 공휴일 ; hanja : 公休日)

Chaque catégorie a une base légale différente. Toutes les fêtes nationales sont des jours de lever du drapeau national.

## Jours fériés
| Date                         | Coréen        | Transcription      | Jour férié                                  | Remarque |
| ---------------------------- | ------------- | ------------------ | ------------------------------------------- | --- |
| 1er janvier                  | 신정          | Sinjeong           | Jour de l'an                                | |
| 1er jour du 1er mois lunaire | 설날          | Seolnal            | Seollal                                     | |
| 1er mars                     | 삼일절        | Samiljeol          | Jour du mouvement pour l'indépendance       | |
| 5 avril                      | 식목일        | Sigmogil           | Jour des arbres                             | Il a été retiré des jours fériés après la mise en place d'une semaine de travail de cinq jours en 2006 tout en gardant son statut de fête nationale. |
| 5 mai                        | 어린이날      | Eorininal          | Jour des enfants                            | |
| 8e jour du 4e mois lunaire   | 부처님 오신날 | Bucheonim oshinnal | Anniversaire de Bouddha                     | |
| 6 juin                       | 현충일        | Hyeonchungil       | Commémoration des morts pour la patrie      | |
| 17 juillet                   | 제헌절        | Jeheonjeol         | Jour de la constitution                     | Il a été retiré des jours fériés après la mise en place d'une semaine de travail de cinq jours en 2008 tout en gardant son statut de fête nationale. |
| 15 août                      | 광복절        | Gwangbokjeol       | Journée nationale de la libération de Corée | |
| 15e jour du 8e mois lunaire  | 추석          | Chuseok            | Fête des moissons                           | |
| 3 octobre                    | 개천절        | Gaecheonjeol       | Jour de la fondation                        | |
| 25 décembre                  | 크리스마스    | Keuriseumaseu      | Noël                                        | |

## Jours de célébration nationale
Ces jours célèbrent des événements considérés comme joyeux pour la Corée. Initialement, le Jour du mouvement pour l'indépendance (1er mars) a été fixé pour la première fois en 1946. Après la mise en place du gouvernement de la République de Corée en 1948, quatre grandes journées nationales de célébration (Jour du mouvement pour l'indépendance, Jour de la constitution, Jour de la Libération, Jour de la fondation) ont été prévues par la loi concernant les journées de célébration nationales en 1949. En 2005, le Jour du hangeul (célébré le 9 octobre) est devenu la cinquième journée de célébration nationale.

## Jours de lever du drapeau national
Tous les jours de célébration nationale, le jour de la commémoration des morts pour la patrie (drapeau en berne), le jour des forces armées sont prévus à l'article 8 de la loi sur le drapeau national. Ces jours-ci, le drapeau Taegeukgi est affiché dans chaque maison et sur chaque bord de la route.